# Nouvion-le-Vineux
Nouvion-le-Vineux település Franciaországban, Aisne megyében. Lakosainak száma 143 fő (2022. január 1.). Nouvion-le-Vineux Chevregny, Chivy-lès-Étouvelles, Étouvelles, Laval-en-Laonnois, Lierval és Presles-et-Thierny községekkel határos.

## Népesség
A település népességének változása:
| Lakosok száma | 103  | 162  | 188  | 163  | 157  | 162  | 165  | 153  | 147  | 143  |
|               | 1968 | 1982 | 1990 | 2006 | 2013 | 2015 | 2017 | 2019 | 2020 | 2022 |